# Guerra civil Armañac-Borgoña
La Guerra Civil Armañac-Borgoña fue un conflicto entre dos ramas cadetes de la familia real francesa : la Casa de Orleans ( facción Armañac ) y la Casa de Borgoña ( facción Borgoña ) entre 1407 y 1435. Comenzó durante una pausa en la Guerra de los Cien Años contra los ingleses, que duró desde 1337 hasta 1415, y se superpuso con el Cisma de Occidente del papado entre Roma y Aviñón .

## Causas
Los líderes de ambos partidos estaban estrechamente relacionados con el rey francés a través de la línea masculina . Por esta razón, fueron llamados príncipes de la sangre, y ejercieron mucha influencia en los asuntos del reino de Francia . La rama de la familia de Orleans, también conocida como Casa de Valois-Orléans, surgió de Luis I, duque de Orleans, conocido como Luis de Valois, hijo menor del rey Carlos V de Francia y hermano del rey Carlos VI. Por su parte, la Casa de Valois-Borgoña tiene su origen en el hermano menor de Carlos V, Felipe el Temerario, duque de Borgoña, quien fue sucedido por su hijo Juan I de Borgoña, llamado Juan el Temerario o Juan sin Miedo. 
Con Carlos VI, enfermo mental a partir de 1393, su esposa Isabel de Baviera presidió un consejo de regencia, en el que se sentaron los grandes del reino. El tío de Carlos VI, Felipe el Temerario, duque de Borgoña, que actuó como regente durante la minoría del rey (de 1380 a 1388), ejerció una gran influencia sobre la reina . Esta influencia se desplazó progresivamente hacia Luis de Valois, hermano del rey y, se sospechaba, amante de la reina. A la muerte de Felipe el Temerario, su hijo Juan el Temerario volvió a perder influencia en la corte.

## Estallido de la guerra

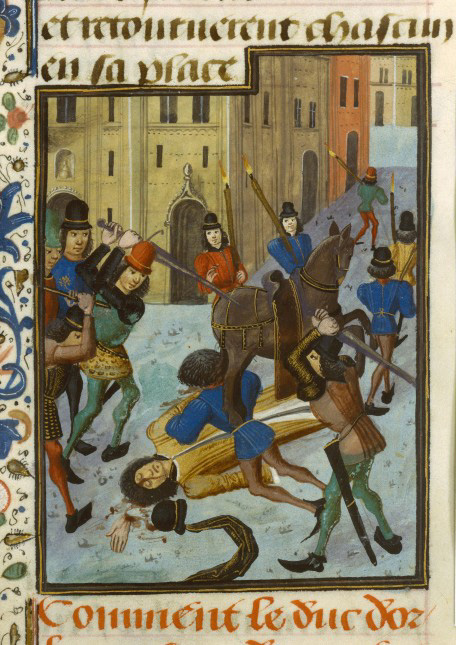
El asesinato de Luis I, duque de Orleans en París en noviembre de 1407

El hermano del rey, Luis de Orleans, «que relinchaba como un semental detrás de casi todas las mujeres hermosas», fue acusado de haber querido seducir o, peor aún, forzar a Margarita de Baviera, la duquesa de Borgoña. Luis estaba ciertamente cerca de la reina y se beneficiaba de la benevolencia de su hermano el rey, siempre que estaba fuera de sus crisis; así logró expulsar a los borgoñones en el consejo.
Expulsado del poder y sojuzgado por Luis, esto fue demasiado para Juan sin miedo. Aprovechando la creciente ira entre los contribuyentes, siempre bajo presión en tiempos de paz, y notando que sus impuestos servían para financiar las fiestas de la corte, Juan comenzó a hacer campaña para obtener apoyos, financiando la demagogia (prometiendo, por ejemplo, recortes de impuestos y reformas estatales, es decir, una monarquía controlada). Conquistó así a los comerciantes, a la gente trabajadora y a la universidad.
El otro tío de Carlos VI, Juan, duque de Berry, ejerció de mediador entre el partido de Orleans y el partido de Borgoña. El domingo 20 de noviembre de 1407, Luis de Valois y Juan el Temerario, duques contendientes, intercambiaron votos solemnes de reconciliación ante la corte de Francia. Pero solo tres días después, el 23 de noviembre, Luis fue brutalmente asesinado en las calles de París, por orden de Juan. Fue apuñalado mientras montaba a caballo por quince criminales enmascarados liderados por Raoulet d'Anquetonville, un sirviente del duque de Borgoña.

## Guerra civil

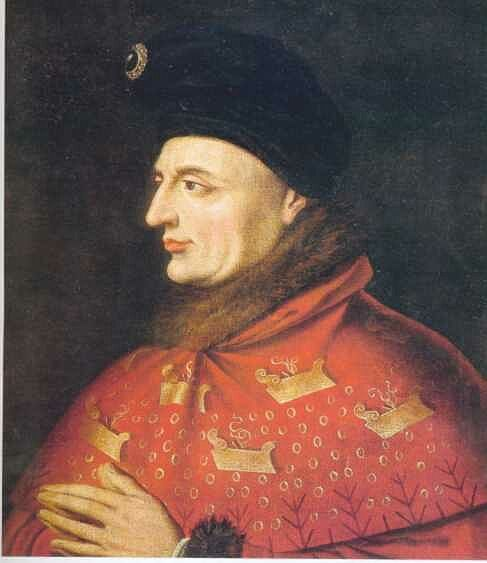
Juan sin Miedo, jefe del partido de Borgoña, luciendo los "rabotures"

Con la intención de vengar a su padre, Carlos de Orleans, (hijo de Luis), apoyó a los enemigos de los duques de Borgoña siempre que pudo, pero en 1409, una paz concluida en Chartres pareció poner fin a las hostilidades. Sin embargo, el 15 de abril de 1410, tras el matrimonio de Carlos y Bona de Armagnac en Gien, el duque de Orleans, su nuevo suegro y los grandes de Francia formaron una liga contra Juan y sus seguidores. De aquí surgió un nuevo líder para reemplazar a Luis, el nuevo suegro de Carlos, Bernardo VII, conde de Armagnac, que se convirtió en el protector natural del duque y dio un nuevo nombre al partido, el de Armañac). 
En 1413, Juan sin miedo apoyó la revuelta cabochiana que provocó una matanza en París. La población parisina, aterrorizada, pidió ayuda a los Armañacs. Sus tropas recuperaron la ciudad en 1414. Cuando Enrique V de Inglaterra reanudó las hostilidades en 1415, el duque de Borgoña se mantuvo neutral, dejando solo a Enrique, que fue capaz de derrotar al ejército francés (esencialmente formado por los Armañacs), en la Batalla de Azincourt en octubre de 1415.
El 29 de mayo de 1418, gracias a la traición de un tal Perrinet Leclerc y al apoyo de los artesanos y de la universidad, París fue entregada a Jean de Villiers de L'Isle-Adam, capitán de una tropa partidaria del duque de Borgoña. El 12 de junio siguiente, Bernardo VII y otros Armañacs fueron masacrados por una turba. Juan se convirtió así en el amo de París una vez más, por lo que entró en negociaciones con los ingleses a los que parecía dispuesto a dar la bienvenida. Por lo tanto, se hizo imperativo que el Delfín negociara un acercamiento con los borgoñones, nuevamente para evitar una alianza anglo-borgoñona. Juan sin miedo, por su parte, se había convertido en dueño de una gran parte del reino después de la toma de París, pero sus finanzas estaban en bancarrota, así que se mostró partidario de reunirse con el Delfín, Carlos VII de Francia, para firmar una paz ventajosa, por lo que se organizaron varios encuentros.

## Asesinato de Juan sin miedo
Juan fue asesinado el 10 de septiembre de 1419, en el puente de Montereau-Fault-Yonne, mientras se encontraba en la ciudad para una entrevista con Carlos. Ambas partes habían acordado reunirse en el puente, pero los hombres de Carlos acusaron a los borgoñones de no cumplir su promesa de romper sus alianzas con los ingleses. Así, que puestos en alerta máxima, porque habían oído que Juan tenía la intención de secuestrar o atacar al Delfín, reaccionaron rápidamente cuando el señor de Navailles levantó su espada. En la pelea que siguió, el duque murió. Este acto impidió todo apaciguamiento y, por lo tanto, permitió la continuación de los éxitos militares ingleses con la colusión de Borgoña.
Felipe el Bueno, el nuevo duque de Borgoña, luego se alió con los ingleses, lo que resultó en el Tratado de Troyes. Este tratado desheredaba al Delfín Carlos y entregaba la sucesión a Enrique V a través de un matrimonio con la hija de Carlos VI, Catalina de Valois. El tratado nombró a Enrique "regente y heredero de Francia" (aunque los ingleses solo tenían control efectivo sobre el norte de Francia y Guyena) hasta la muerte de Carlos. El tratado fue denunciado por los Armagnacs, quienes razonaron «que el rey pertenece a la corona y no al revés». A pesar de sus expectativas, Enrique V falleció unos meses antes que su enfermizo suegro, en 1422. La intervención de Juana de Arco culminó con una exitosa campaña de coronación que permitió que Carlos VII fuera coronado en Catedral de Reims, el lugar tradicional de coronación de los reyes franceses, el 17 de julio de 1429. Enrique VI de Inglaterra, de diez años, fue coronado rey de Francia el 16 de diciembre de 1431 en Notre-Dame de París .

## Fin de la guerra

Territorio controlado en 1429 por Inglaterra, sus aliados borgoñones y Francia

Comprometido en una paciente reconquista del territorio francés, Carlos VII deseaba aislar a los ingleses de los borgoñones. En 1435, concluyó el tratado de Arras con Felipe el Bueno, poniendo fin a la guerra civil. Felipe el Bueno fue personalmente eximido de rendir homenaje a Carlos VII (por haber sido cómplice del asesinato de su padre). Este acuerdo puso fin oficialmente a la guerra y permitió a Carlos VII recuperar prácticamente todas las posesiones continentales inglesas, dejándolas en 1453 solo con Calais . Felipe el Bueno luego aseguró la liberación de Carlos, duque de Orleans, poniendo fin a la disputa entre las dos casas.